# Prvenstvo Avstralije 1956
Prvenstvo Avstralije 1956 v tenisu.

## Moški posamično
Lew Hoad :  Ken Rosewall, 6–4, 3–6, 6–4, 7–5

## Ženske posamično
Mary Carter Reitano :  Thelma Coyne Long, 3–6, 6–2, 9–7

## Moške dvojice
Lew Hoad /  Ken Rosewall :  Don Candy /  Mervyn Rose, 10–8, 13–11, 6–4

## Ženske dvojice
Mary Bevis Hawton /  Thelma Coyne Long :  Mary Carter Reitano /  Beryl Penrose, 6–2, 5–7, 9–7

## Mešane dvojice
Beryl Penrose  /  Neale Fraser :  Mary Bevis Hawton /  Roy Emerson, 6–2, 6–4